# جامعة ألتن باش
جامعة ألتن باش (بالتركية: Altınbaş Üniversitesi) هي جامعة خاصة في إسطنبول ، تركيا . تم تأسيسها في العام 2008 باسم جامعة اسطنبول كيمير بورغاز وتغيرت إلى اسمها الحالي في عام 2017. تضم جامعة التن باش أكثر من 5000 طالب دولي من 89 دولة من مختلف دول العالم ، وحوالي 40% من طلابها هم طلاب دوليين. تمتلك الجامعة 3 أحرم جامعية تقع في إسطنبول، وهي في باغجلار وباكيركوي وشيشلي . تضم جامعة التن باش 9 كليات جامعية و3 مدارس عليا ومدرستين مهنيتين اعتبارًا من العام الدراسي 2019-2020، وتقدم حاليًا 30 برنامجًا لدرجة البكالوريوس و34 برنامجًا لدرجة الزمالة و28 برنامجًا لدرجة الماجستير و6 برامج لدرجة الدكتوراه.

## الاعتمادات
معترف بها رسميًا من قبل (YÖK - مجلس التعليم العالي)، وهي مؤسسة تعليم عالي تركية متوسطة الحجم (عدد الطلاب المسجلين : 8,000-8,999 طالب).
الجامعة معتمدة من قبل جامعات الاتحاد الأوروبي وعدد من الدول العربية مثل العراق، مصر, المملكة العربية السعودية, الإمارات العربية المتحدة.

## الكليات
- كلية الطب
- كلية الهندسة والعلوم الطبيعية
- كلية طب الأسنان
- كلية الصيدلة
- كلية العلوم الاقتصادية والإدارية
- كلية حقوق
- كلية العلوم التطبيقية
- كلية الإدارة
- كلية الفنون الجميلة والتصميم

## روابط خارجية
- الموقع الرسمي
- بوابة التسجيل الاكتروني